# Système éducatif en Guinée
L'éducation en Guinée, ou système éducatif guinéen, concerne l'ensemble des institutions publiques et privées de Guinée ayant pour fonction d'assurer et de développer l'éducation sur l'ensemble du territoire national.
Le système scolaire guinéen est en majorité public, laïc, gratuit et il est obligatoire de l'âge de 7 ans jusqu'à 16 ans.

## Historique
Il existe très peu de sources sur l'éducation orale dans ce qui est actuellement le territoire de la Guinée avant la période coloniale, en 1891. Du IXe siècle au XIe siècle de notre ère, le royaume mandingue s'établit du haut Sénégal au haut Niger; l'apprentissage dans cette société traditionnelle est principalement porté sur les éléments quotidiens (subsistance, commerce local, fêtes traditionnelles, etc.) et transmis oralement par les anciens.
À partir du XVe siècle, deux phénomènes historiques se produisirent qui influencèrent l'apprentissage et l'éducation sur le territoire de la future Guinée: le contact avec les marchands et évangélisateurs portugais (par la mer) et la colonisation progressive par l'islam d'une société jusqu'à présent majoritairement mandingue (par l'intérieur des terres). Pendant cette période (qui va durer environ 300 ans) l'arabe, importé de la région du golfe et des côtes méditerranéennes par les caravanes sahariennes, va progressivement devenir une langue d'éducation et le coran un sujet d'étude central. Les premières médersas, lieux d'études religieuses, ont pu apparaître à cette époque sur le territoire.
Un embryon de système scolaire national se met progressivement en place à partir de la fin du XIXe siècle avec la création moderne de la Guinée, au sein de l'empire colonial français. À cette époque, encore près de 95 % des Guinéens ne fréquentaient pas l’école et ignoraient par conséquent le français. Cependant, le français était très répandu auprès de l'élite guinéenne qui tendait à écourter les études coraniques de leurs enfants pour leur faire suivre leurs cours à l’école française.
À la fin de l'époque coloniale, un réseau national d'écoles s'était constitué principalement dans les villes (écoles catholiques privées, écoles publiques, écoles coraniques, etc.). De fait, des activités comme le syndicalisme, le fonctionnariat et les métiers portuaires s'étaient grandement développés. Cependant, seulement 12 % des « indigènes » (populations traditionnelles rurales ou forestières) avaient alors accès au système scolaire établi par les Français.
Entre 2016 et 2023, la Guinée, le taux de l’analphabétisme au niveau national est passé à 68 % selon l'INS. Ce taux est encore plus élevé chez les femmes à 75 %, et la majorité de cette population se trouve en zone rurale.

## Préscolaire
L’éducation préscolaire s’adresse aux enfants âgés de 3 à 6 ans. Elle est dispensée dans les jardins d’enfants, garderies, et des sections d’enseignement pré-primaire ouvertes dans les écoles primaires. L’éducation préscolaire n’est pas obligatoire en Guinée.
Le préscolaire était en 2014 le deuxième plus gros contingent (après le primaire), avec plus de un million d'inscrits, soit 20 % du nombre total d'élèves dans le pays. D'ici 2030, on s'attend à une certaine stagnation générale du nombre d'inscrits en préscolaire pour ne représenter « plus que » 17% du nombre total d'élèves, pour environ 1 350 000 personnes : baisse du pourcentage, légère hausse en nombre absolu d'inscrits.
En Guinée, l’enseignement maternel (dont la durée type est de trois ans) n’existe quasiment qu'en zone urbaine et est entièrement privé. Les enfants y sont reçus dès l’âge de 3 ans.

## Enseignement primaire

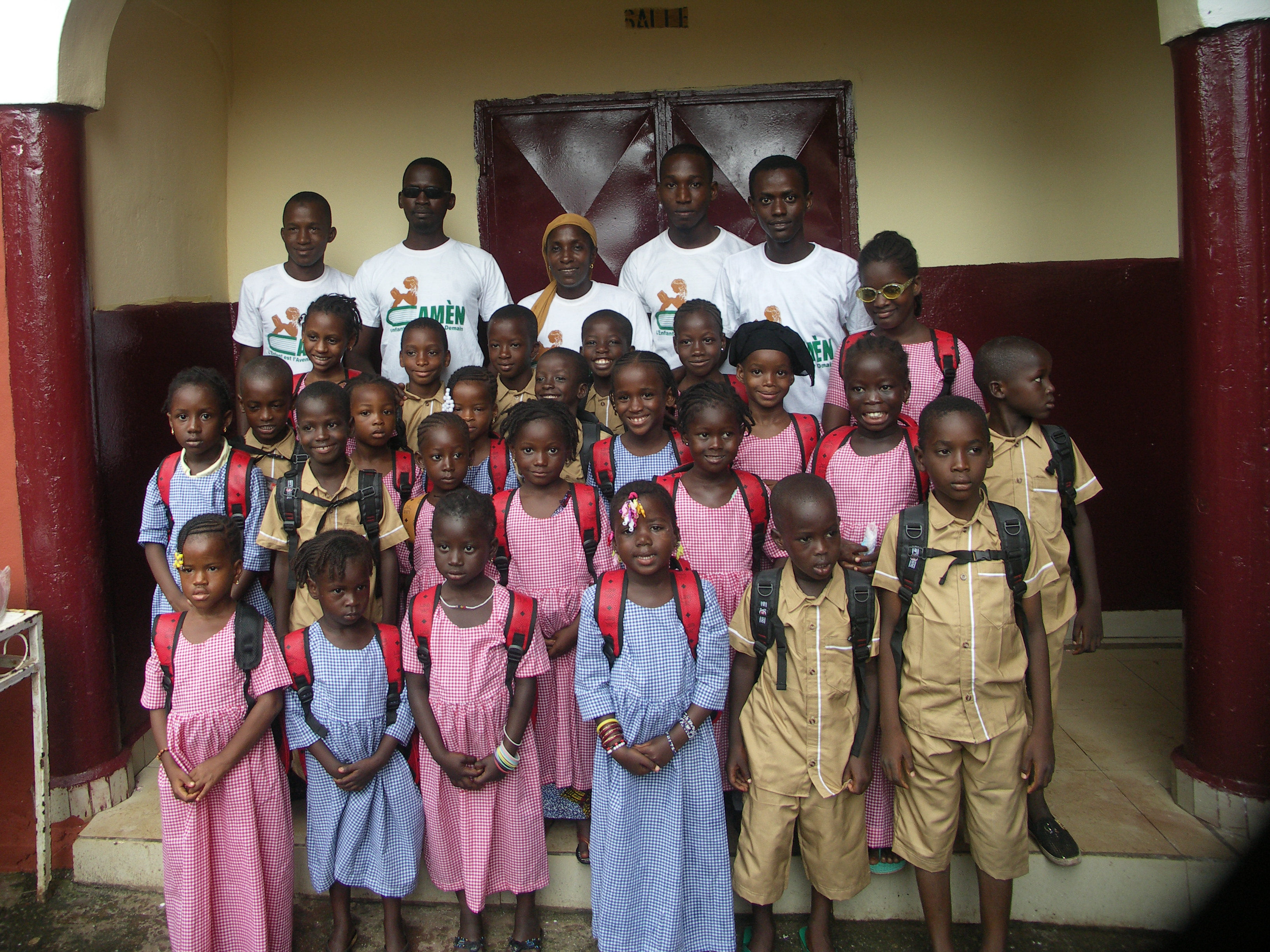
Groupe d'élèves en Guinée

Les élèves sont admis au primaire à partir de l'âge de sept ans. Néanmoins, il existe des inégalités d'accès notamment entre les villes et les campagnes. Ainsi, un enfant grandi dans une famille rurale (voire forestière, traditionnelle) pourra voir son accès au primaire retardé d'une ou plusieurs années, notamment à cause de tâches familiales ou d'un manque d'accès physique à l'établissement d'enseignement.
Il y a 6 années à l'école primaire; on parle de 1ère année, 2ème année, 3ème année, 4ème année, 5ème année, 6ème année – l'équivalent de CP 1ère année, CP 2ème année, CE1, CE2, CM1, CM2 dans le système éducatif français par exemple.dans le système educatif français voici les classes de l'élémentaire : CP - CE1 - CE2 - CM1 - CM2.
Le parcours primaire est sanctionné par le certificat d’études primaires élémentaires (CEPE).
Selon un rapport (2019) du pôle de Dakar de l'UNESCO, on comptait environ 1 720 000 élèves en primaire en 2014, soit le contingent le plus important avec un tiers (33%) des élèves du système scolaire guinéen. Ce qui reflète la jeunesse de la population (bien que le pays ait largement entamé sa transition démographique).

## Enseignement secondaire
L'enseignement secondaire y est divisé en deux cycle :
- 1er cycle, en collège, durant normalement quatre ans. Les élèves sont reçus en collège à l’âge de 12 ou 13 ans à l’issue du  concours  d’entrée  en septième année.
- 2e cycle, lycée, en trois ans

L’achèvement de ces deux cycles conduit respectivement au  brevet d’études du premier cycle (BEPC) et au baccalauréat en terminale depuis 2007.
Le brevet d’aptitude pédagogique à l’enseignement élémentaire (BAPEEL) est réservé aux élevés maîtres ayant suivi dans une école normale  d’instituteurs, une formation d’une durée égale au moins à deux ans. L’accès à cette formation est réservé aux étudiants orientés par l'Etat après le baccalauréat.

## Enseignement supérieur et universitaire

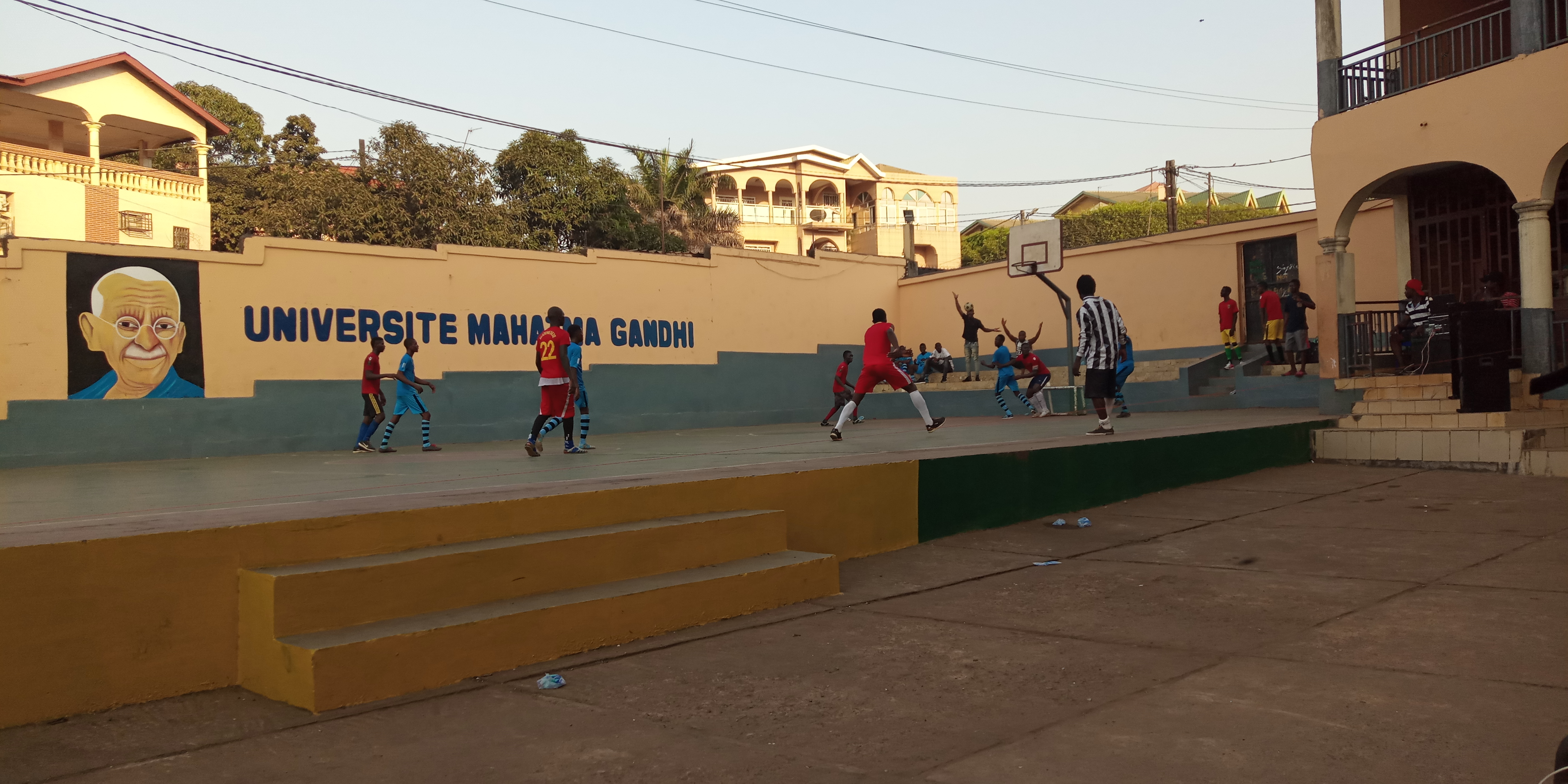
Un club de sport à l'université Mahatma Gandhi de Conakry

L'enseignement supérieur en Guinée dispose d'un certain maillage public territorial, bien qu'il subisse les mêmes insuffisances que les niveaux inférieurs d'éducation nationale. En 2020, il existe 29 universités à travers le pays, certaines privées.
On note, parmi les universités du pays: 
- À Conakry :
  - Université Gamal Abdel Nasser de Conakry (la plus ancienne et la plus grande université du pays, établie en 1962)
  - Université Kofi-Annan de Guinée (1999)
  - Université Général Lansana Conté (créée en 2005)
  - Université Nongo Conakry (créée en 2006)
  - Université Internationale Cheick Modibo Diarra (2007)
  - Université Thierno Amadou Diallo (2008)

- À Kindia :
  - Université de Kindia

- À Kankan
  - Université Julius Nyerere de Kankan

## Éducation spécialisée

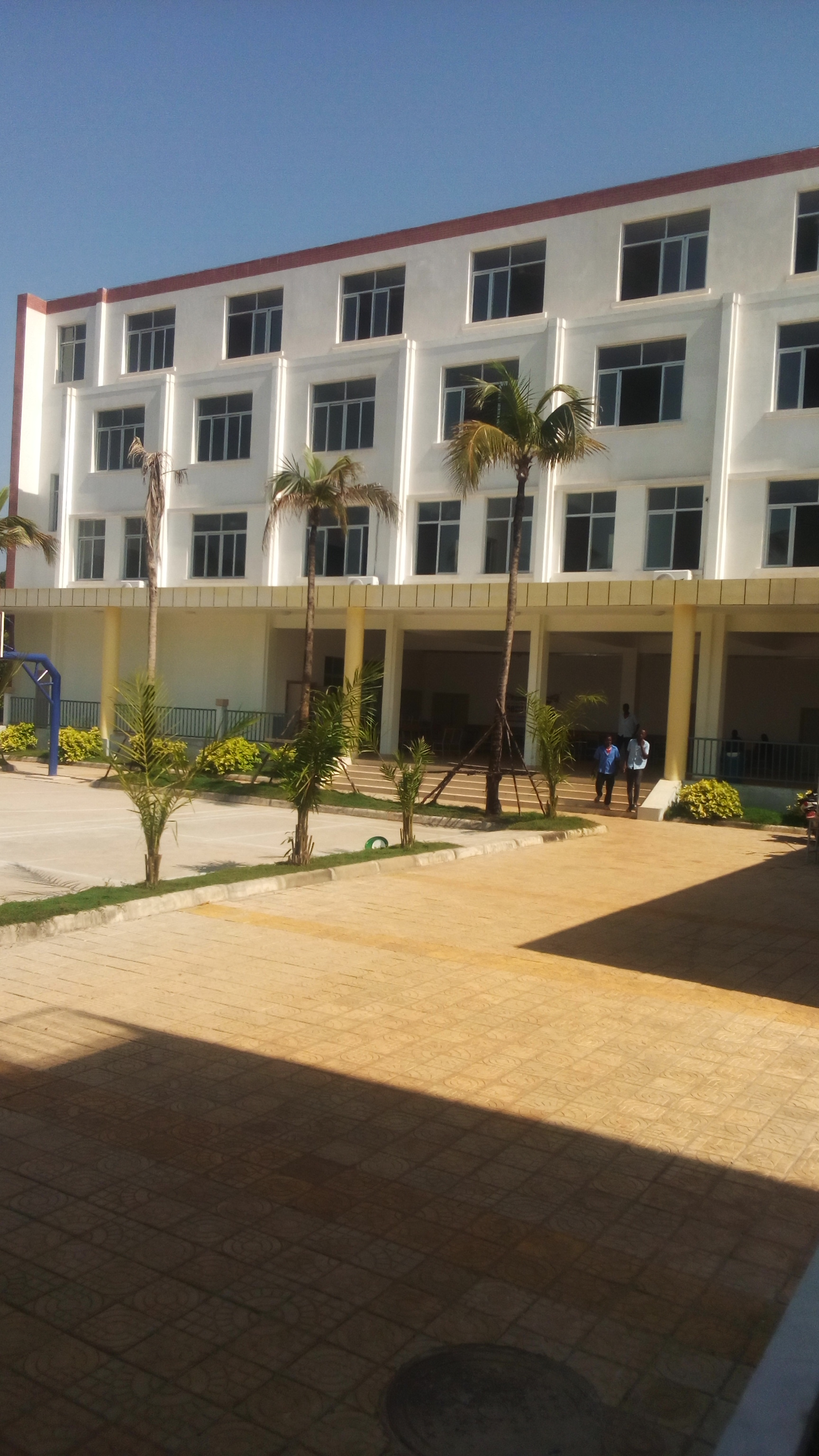
Ecole nationale des postes et télécommunications (ENPT) à Kipé

Plusieurs instituts et écoles spécialisés existent, dans certaines villes de Guinée: 
- Institut supérieur agronomique et vétérinaire Valéry Giscard d'Estaing (à Faranah)
- Institut supérieur de technologie de Mamou (à Téliko, au sud de Mamou)
- Institut supérieur des arts Mory Kanté (Préfecture de Dubréka)
- Institut supérieur de l'information et de la communication (Kountia, Préfecture de Coyah)
- Institut supérieur des mines et de la géologie de Boké (Préfecture de Boké)

## Dysfonctionnements
Plusieurs facteurs (socio-culturels, économiques, historiques, politiques, géographiques, etc.) se croisent pour expliquer le faible taux d'accès à l'éducation académique de certaines populations en Guinée. Par exemple, à Siguiri ou Mandiana jusque dans les années 2000 et dû à leur organisation socio-culturelle, les filles des populations Malinké (Mandingues) n'avait en grande majorité (environ 85 %) pas accès à l'école.
De plus, avec un pourcentage d'accroissement à deux chiffres du nombre d'inscrits dans l'ensemble des établissements publics (universitaires compris), le système éducatif guinéen en perpétuelle construction est chaque année mis à rude épreuve en devant répondre aux besoins de formation des maîtres et professeurs, tout en développant ses services d'accueil avec un budget insuffisant.
Le problème de la formation des enseignants (ainsi que du temps de présence des élèves en classe) est central et pose un problème d'ampleur nationale, bien que les solutions à apporter soient différentes selon que l'on parle d'un milieu hyper-urbain, péri-urbain, rural ou forestier.
Ainsi, en 2018, le taux de réussite au baccalauréat était seulement de 26,04 %
Autre sujet d'échec : à cause du non-respect des critères de nomination, la plupart des écoles n’ont pas un système de gestion comptable pouvant permettre de rationaliser les dépenses et rendre compte aux APEAE (Association des Parents d’Elèves et Amis de l’Ecole). Du personnel non-qualifié est ainsi souvent placé à des postes qu'il ne devrait jamais obtenir et des tâches essentielles au sein d'établissements ne sont parfois tout simplement pas (ou très mal) effectuées (comptabilité, cantine, entretien et agrandissement des locaux, surveillance, cours, administration, etc.), laissant parfois des parents d'élèves gérer eux-mêmes certaines tâches importantes.

### Dépenses publiques
Depuis quelques dizaines d'années, le secteur scolaire reçoit une dotation régulière (mais insuffisante) de la part de l'État guinéen, s'échelonnant entre 15 % et 25 % des recettes publiques. Ce chiffre étant plus important dans les années 1990, dû aux revenus moindres de l'État comparativement à son investissement dans le secteur.
Par exemple, de 1993 à 2003, les dépenses totales de l'État dans le système éducatif guinéen sont passées de 66,9 milliards à 162,2 milliards de Francs guinéens, alors que son pourcentage d'investissement s'est plutôt affaissé dans le même temps.
Néanmoins, ces dépenses restent inférieures au niveau nécessaire à la pérennisation du système éducatif guinéen. Le fait que le système éducatif guinéen soit en situation de sous-financement public est par ailleurs corroboré quand on examine la part des dépenses publiques d’éducation dans le PIB du pays dans les années 2000: cette statistique est passée de 1,8% en 1994 à 2,3 % en 2003, c'est-à-dire toujours inférieure à la moyenne des « pays à faible revenu » d'Afrique  subsaharienne: autour de 3 % (le chiffre de 3,8 % est avancé pour les pays qui se sont montrés performants en termes  d’achèvement  du  primaire). Il manquerait en moyenne 1,5 % de PIB (en dépenses) à la Guinée pour obtenir un système plus performant dès le primaire.